# 中型バス

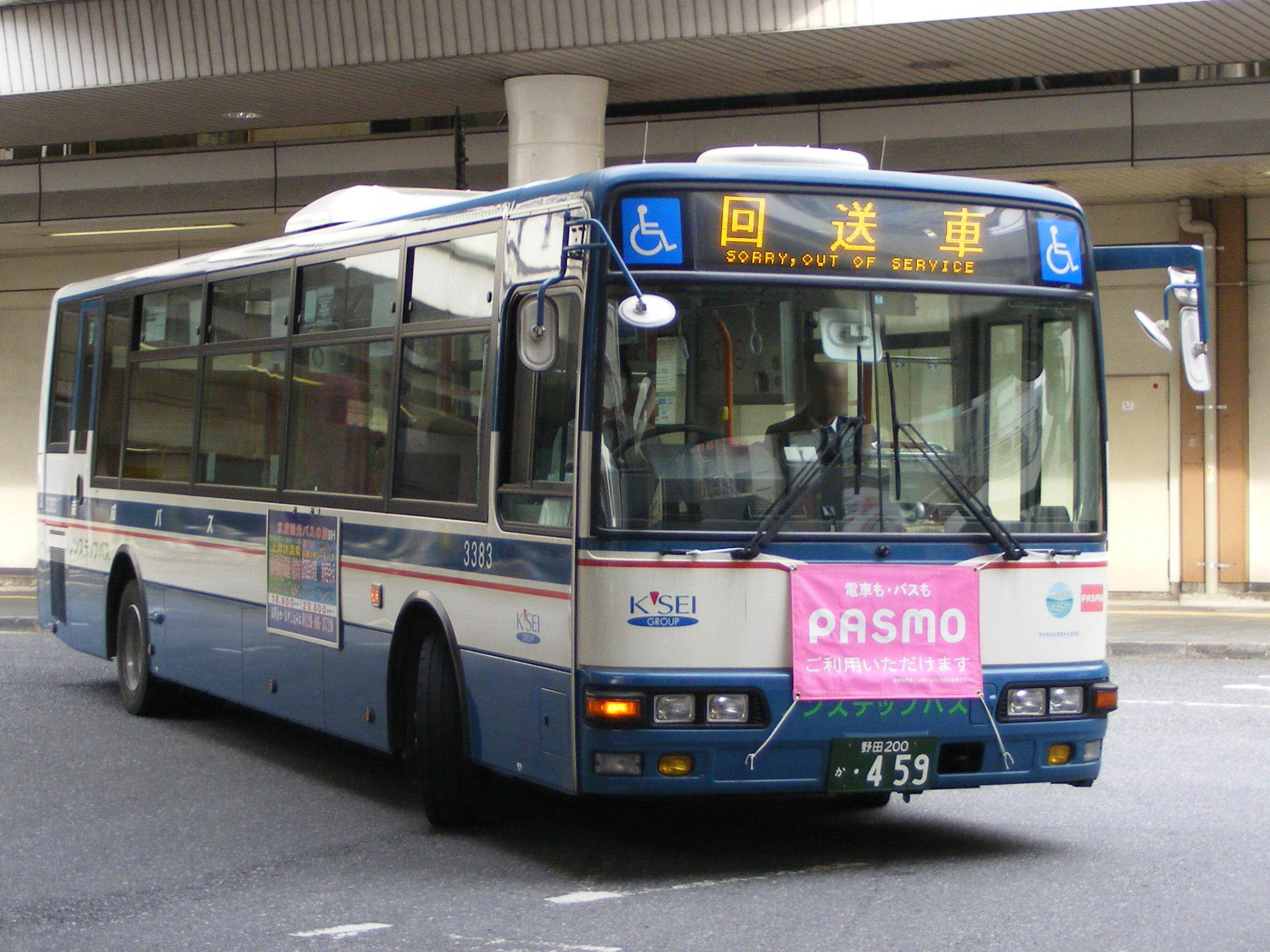
中型バスのブランドの1つである三菱ふそう・エアロミディ

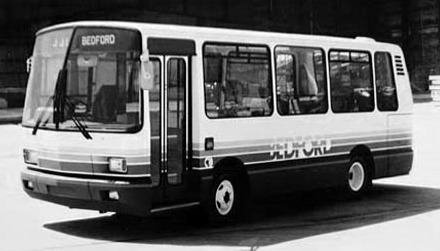
中型バスの初期バージョン、ベッドフォード JJL

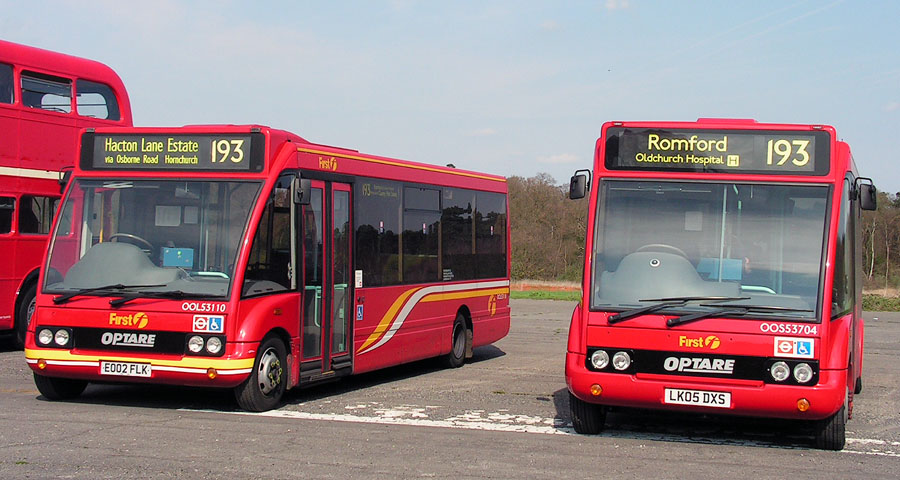
Optare Solo 中型バス2台

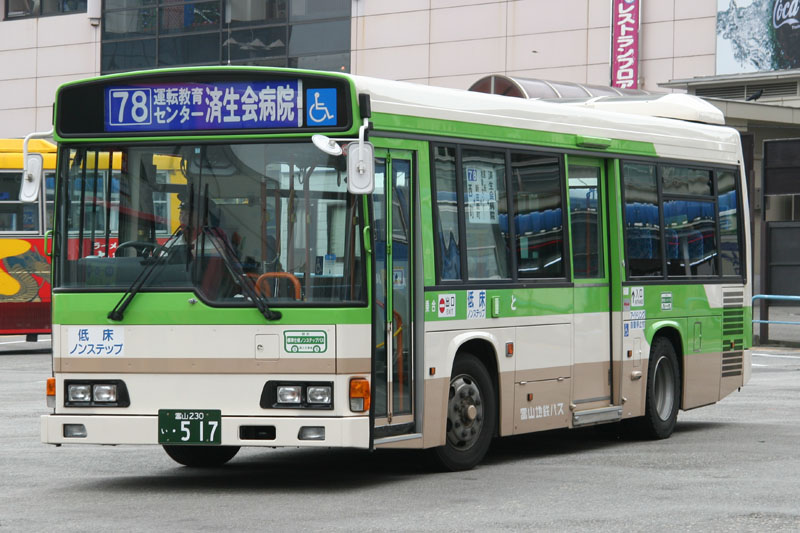
日野・レインボー。これも中型バスに該当する。

中型バス (英:Midibus) は、一般的に従来のマイクロバスよりも大きく、フルサイズの1階建てバスよりも小さい、全長8 - 11m（日本では約9m）のバスを指す。世界の多くの地域で使用されており、中型バスはおそらく、英国で最も一般的であり、運用者にとって経済的であり、フルサイズの1階建てバスと比較して十分な数の座席を備えている。

## 概要
中型バスは、多くの場合、ディーゼル燃料を節約するために軽量化されており（例えば大型バスよりも車輪が小さいなど）、より重い「フルサイズの」バスより耐久性は劣る。 Scania OmniTownなどの一部の中型バスは、普通の中型バスより重いため耐久性に優れている。香港などの一部の場所では、路線の一部に曲がりくねった道路があるため、中型バスでしか運行できない路線もある。

## 米国のデザイン
「中型バス (Midibus) 」という用語は米国では一般的に使用されておらず、非常に特殊な場合を除き、こうした小型で軽量のバスは公共交通機関では用いられていない。例えば、サンフランシスコのMuniは、 30フィート (9.1 m)および40フィート (12 m)のOrion VIIで、より急でカーブの多い坂道を通るルートを運行できる。
チャーターおよびツアーで用いられる場合は、マイクロバス（12 - 28席） ・ツーリングコーチ（47 - 50席）の間に明らかな差がある。 ゴーシェンコーチ (Goshen Coach) や Crystalなどのいくつかのシャトルバス会社は、30 - 35 席のリアエンジン車を製造しているものの、一般的な用語は適用されていない。これらは通常、小型の「ミニバス」の姉妹種とひとくくりにされ、「ミニバス」または「シャトルバス」と呼ばれている。他の唯一の選択肢は、ヨーロッパの35フィート (10.7 m)コーチバスの「短い」（2軸）バージョンを輸入することであった。この車種は長く、座席数は約30 - 32席ある。これらの例には、TEMSA TS 30/TS 35 および MCI J3500 が含まれる。
2000年代には、一部のメーカーにより大型トラックフレームをベースにした中型バスモデルが導入された。